# Mauritiuskirche (Aldingen)

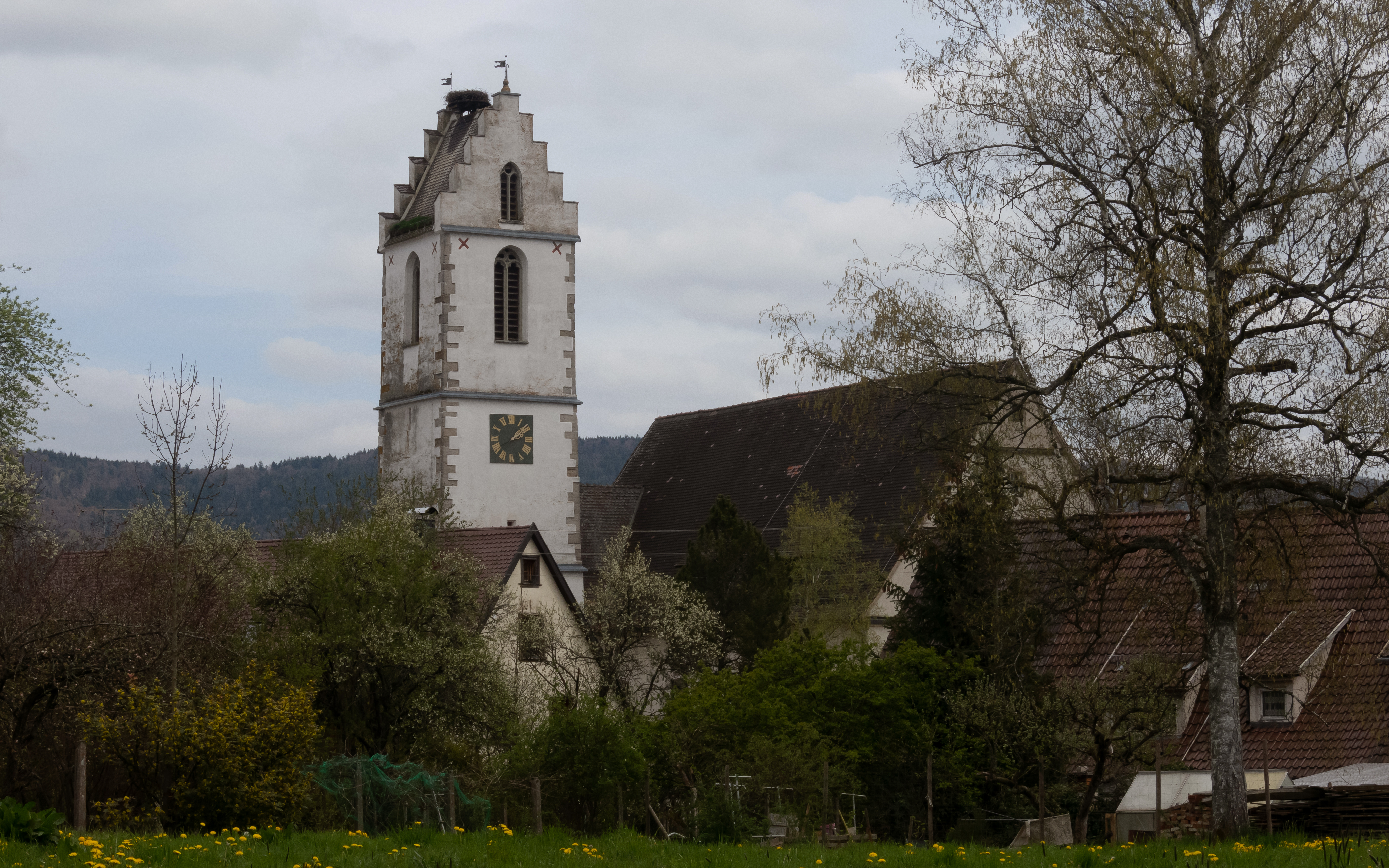
Mauritiuskirche in Aldingen

Die evangelische Mauritiuskirche ist ein geschütztes Kulturdenkmal in Aldingen im Landkreis Tuttlingen in Baden-Württemberg. Sie ist Pfarrkirche der evangelischen Kirchengemeinde Aldingen im Kirchenbezirk Rottweil der Evangelischen Landeskirche Württemberg. Sie steht im Osten des historischen Ortszentrums leicht erhöht zwischen Kirchplatz und Hauptstraße. Die Kirche ist vom ehemaligen Kirchhof umgeben, der bis 1837 als Friedhof genutzt wurde und heute als Grünfläche angelegt ist. Südlich davon steht der ebenfalls denkmalgeschützte Pfarrhof.
In Aldingen ist eine erste Holzkirche um das Jahr 700 belegt. Die erste Steinkirche wurde um das Jahr 1000 errichtet. 1541 wurde die Aldinger Kirche zum ersten Mal als Mauritiuskirche bezeichnet.
Der seitlich angebaute Turm wurde im Jahr 1593 errichtet. Er ist durch drei umlaufende Gesimse gegliedert und wird durch ein Satteldach mit leicht vorkragenden Treppengiebeln abgeschlossen.
Das einschiffige Langhaus, ein verputzter Saalbau mit gestrecktem Chor mit halbrunder Apsis, wurde im Jahr 1720 erbaut. Es ist mit einer flachen Holzdecke ausgestattet, der Chor ist überwölbt. Schiff und Chor sind mit barocken Wandmalereien aus dem Jahr 1736 verziert. Die Kanzel stammt aus dem Jahr 1720. Sechs Figuren am Kanzelkorb wurden gestohlen.
Der Flügelaltar stammt aus dem Jahr 1536 und stand ursprünglich in der Dellinger Kirche. Dellingen war eine im 16. Jahrhundert abgegangene Siedlung südlich von Aldingen. Er zeigt die Anbetung der Könige, die Geburt Christi und eine Abendmahldarstellung sowie die 12 Apostel in der Predella.
Weitere Ausstattungsgegenstände sind ein Epitaph für den Pfarrer Jakobus Binder aus dem Jahr 1601 und ein spätgotisches Kruzifix.
Bei einer archäologischen Ausgrabung im Rahmen der Renovierung im Jahr 1967 wurden unter der Kirche frühmittelalterliche Siedlungsspuren sowie die Spuren der Vorgängerbauten gefunden. Auch einige Gräber, die von Frühmittelalter bis in die frühe Neuzeit datiert werden konnten, wurden freigelegt. Darüber hinaus sind zahlreiche Fundstücke aus dem zur Auffüllung und Planierung des Bauplatzes genutzten Schutts geborgen.